# Rua do Ouvidor

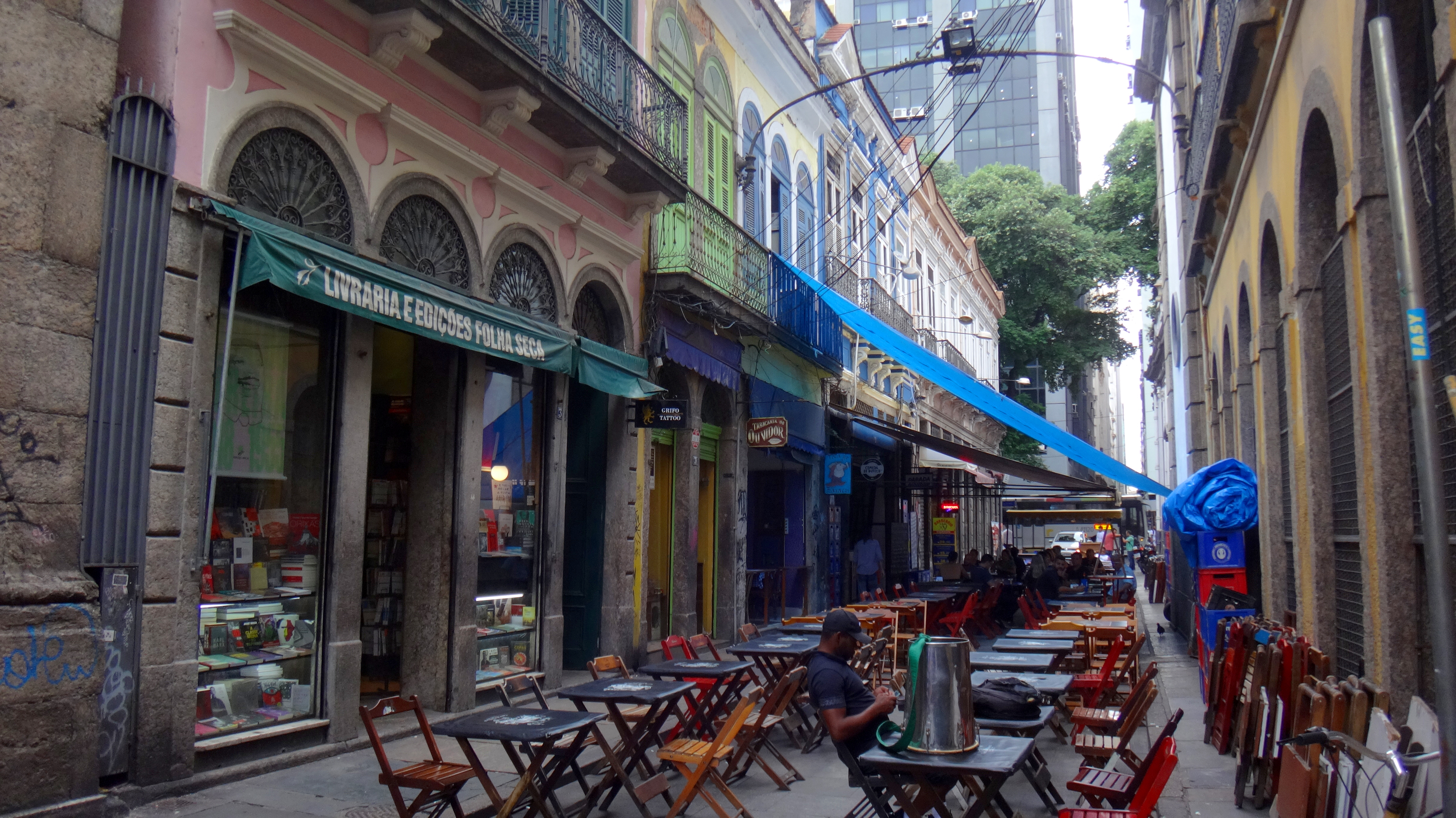
Rua do Ouvidor de nos jours, à côté de l'église de Nossa Senhora da Lapa dos Mercadores.

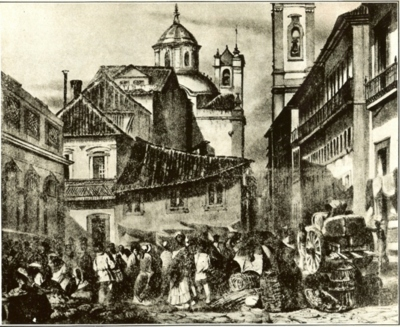
Rua do Ouvidor, Rio de Janeiro - image de l'album imprimé O Rio de Janeiro Pitoresco, de Louis-Auguste Moreaux et Abraham-Louis Buvelot.

Rua do Ouvidor est une rue située au centre de la ville de Rio de Janeiro, au Brésil.

## Origine du nom
La Rua do Ouvidor, tire son nom du titre de fonction ouvidor, qui désignait un magistrat ou juge royal dans l'administration coloniale portugaise.

## Historique
La rue est née d'un chemin qui donnait accès aux entrepôts ou trapiches, comme on les appelait à l'époque, dans le vieux port de Rio, à peu près là où se trouve aujourd'hui le Centro Cultural dos Correios. Elle avait plusieurs noms, tels que « Rua Desvio do Mar », « Rua do Gadelha », « Rua de Aleixo Manuel Albernaz », « Rua do Barbalho », « Rua da Santa Cruz », « Rua da Quitanda », « Rua de Pedro da Costa », « Sé Nova », entre autres.
Le nom « Rua do Ouvidor » a été adopté en 1780, en raison de l'influence populaire, due au fait que Francisco Berquó da Silveira, qui était ouvidor y vivait,.
Elle était considérée comme la rue la plus importante de la ville de Rio : c'était là que se trouvaient la plupart des journaux de Rio et où une grande partie de la population se rendait à la recherche de nouvelles. C'était ainsi jusqu'en 1900, lorsque l'Avenida Rio Branco a été inaugurée et lui a pris cette position. Dès 1824, le voyageur germano-balte Ernst Ebel écrivait : "Quand nous entrons dans la Rua do Ouvidor, cependant, nous croyons avoir été transportés à Paris, parce que les Français s'y sont installés et, en fait, avec cette élégance qui leur est propre". Machado de Assis, dans ses textes, comme la chronique du "Livreiro da Rua do Ouvidor", célébrait déjà la somptuosité qu'avait cette rue à la fin du XIXe siècle. Les cafés, les librairies, tout ce qui venait de l'Ancien Monde, passaient par la Rua do Ouvidor. Après la construction de l'ancienne Avenida Central (Avenida Rio Branco) et, plus tard, de l'Avenida Presidente Vargas, la Rua do Ouvidor est tombée en décadence, servant de base à de nombreux petits magasins.
De nos jours, c'est une rue commerciale très fréquentée, bien qu'elle soit étroite en largeur. Elle compte des dizaines de magasins (principalement de vêtements et de chaussures), des succursales bancaires, des galeries commerciales, des librairies, des bars et des restaurants, des immeubles de bureaux et d'autres établissements.